# Trận Shrewsbury
Trận Shrewsbury diễn ra ngày 21 tháng 7 năm 1403 giữa quân đội Anh của vua Henry IV_vị quân chủ sáng lập nhà Lancaster, và phe đối lập vùng Northumberland do Harry ''Hotspur'' Percy lãnh đạo. Đây là lần đầu tiên mà một trận chiến có cả hai bên cùng triển khai lực lượng cung thủ lớn trên đất Anh, qua đó chứng minh tính hiệu quả của cung dài trên chiến trường và đánh dấu sự kết thúc của thế lực Percy đối với nhà Lancaster.
Một phần đất diễn ra cuộc chiến được cho là tại nhà thờ Battlefield và công viên văn hóa Battlefield, hạt Shroshire, Vương quốc Anh ngày nay.

## Bối cảnh
Trước đây, gia tộc Percy cùng một số quý tộc Anh từng hỗ trợ công tước Henry xứ Bolinbrooke (vua Henry IV sau này) trong cuộc đảo chính vua Richard II năm 1399, bình định phe đối lập xứ Wales do Owain Glyndŵr lãnh đạo, và các cuộc thương lượng, xung đột tại Scotland. Đổi lại, vua Henry IV hứa phong tặng tiền bạc, đất đai và của cải hoàng thất cho họ sau khi ông lên ngôi.
Tuy nhiên, vua Henry IV lại thất hứa với nhà Percy bằng cách phong đất và của cải cho các quý tộc khác, kể cả các đối thủ truyền kiếp của họ, gia tộc này nổi dậy. Henry Percy, bá tước xứ Northumberland và Thomas Percy, bá tước xứ Worcester, công khai chống đối vua Henry IV. Họ tố cáo vua Anh hàng loạt tội danh như mưu sát vua Richard II để đoạt ngai vàng, đánh thuế lên giới tăng lữ Công giáo, ngăn cản các cuộc bầu cử quốc hội tự do, từ chối thương lượng với Owain Glyndŵr để cứu Edmund Mortimer_người được cố đức vua Richard II chọn làm người kế vị, nhằm giúp Henry loại bỏ đối thủ tranh giành ngai vàng, và phản đối nhà Percy đổi các tù binh người Scot tại trận Homildon để cứu binh lính của họ trong chiến dịch Scotland.
Đầu tháng 7 năm 1403, Henry Percy (biệt danh Hotspur) tập hợp một nhóm gồm 200 thân tín trong gia tộc cùng xuống phía nam hội họp với chú ông là Thomas Percy. Một số quý tộc khác cũng tham gia với họ, điển hình như bá tước Bardolf vùng Cheshire đã đóng góp phần lớn quân đội nhà Percy bằng cách chiêu mộ lực lượng cung thủ Cheshire tinh nhuệ từng là cận vệ của vua Richard II. Ngoài ra, Henry Percy cũng hy vọng nhận được viện binh của Owain Glyndŵr_lúc này tự xưng là hoàng tử xứ Wales, nhưng thất bại. Lí do có lẽ là bởi Owain Glyndŵr lúc đó đang bận chiến sự tại Carmarthenshire và không nhận được thông tin về kế hoạch của nhà Percy. Tuy nhiên, một số nhỏ người Wales ở gần Cheshire cùng quân của Bardolf để hỗ trợ nhà Percy. Sau đó, tất cả họ cùng tiến đánh Shrewsbury, một trọng trấn được phòng thủ kín kẽ tại Shropshire.
Đến ngày 12 tháng 7, vua Henry mới biết về lực lượng của Percy khi đang ở Burton-on-Trent trên đường bắc tiến chống lại người Scot với con trai cả là hoàng tử 16 tuổi Henry (vua Henry V tương lai). Ngay lập tức, quân Anh hủy bỏ chiến dịch rồi hướng về phía tây đến Shrewsbury, kịp thời yểm trợ thị trấn này trước khi quân Percy chiếm được.
Ngày 20 tháng 3 năm 1403, hai bên hạ trại ở hai bờ bắc-nam của sông Severn uốn quanh Shrewsbury. Hotspur đặt đại bản doanh tại nhà của William Betton trong khi phần lớn quân đội của ông ta đóng quân gần thị trấn. Hôm sau, quân Anh bí mật hành quân khoảng một dặm về phía đông đến Uffington để vượt sông, cắt đứt đường rút lui tới Chester của quân Percy. Tuy nhiên, quân Anh thất bại và hai bên bắt đầu giao tranh.
Địa điểm diễn ra trận chiến vẫn chưa được xác định rõ, nhưng phần lớn bằng chứng đều khẳng định nó diễn ra trên một cánh đồng trồng đậu lớn. Theo Richard Hussey, chủ điền trang Harlescott nay là nhà thờ Battlefield, đã cam đoan vào tháng 1 năm 1416 rằng đã chứng kiến trận đánh đã diễn ra trên cánh đồng đậu xanh nhà ông, nhưng người ta không tìm thấy bằng chứng nào xác thực lời nói của Hussey. Ngoài ra, nhiều địa điểm khác cũng được tin là trận địa Shrewsbury như "Haytleyfield", "Husefeld", "Berwykfeld", "Bolefeld",...
Không những vậy, quân số của hai bên tham chiến cũng không đồng nhất giữa các biên niên sử thời Trung Cổ. Annales Henrici Quarti ghi nhận có 14.000 quân Anh, trong khi Waurin ước tính khoảng 60.000 người. Mặc dù quân Anh có quân số áp đảo nhưng John Capgrave vẫn ghi nhận trong Chronicle of England rằng có 14.000 quân Percy.
Đến sáng thứ Bảy ngày 21 tháng 7, hai bên đình chiến để thương lượng. Thomas Prestbury, tổng giám mục Shrewsbury và Haughmond đại diện cho vua Anh, trong khi Thomas Percy đại diện cho cháu trai Henry của ông. Đến trưa, Hotspur từ chối mọi đề nghị trong khi Thomas tiếp tục công kích vua Henry IV, khiến cuộc thương lượng kết thúc, và hai bên tiếp tục giao chiến. Lúc này, một người của quân Percy đã quy hàng quân Anh và vua Henry phong tước hiệp sĩ cho ông cùng một số chiến hữu khác.

## Diễn biến
Trận đấu bắt đầu khi cung thủ hai bên giao tranh, trút mưa tên vào trận địa khiến hàng loạt bộ binh hai bên bị tử thương trước khi đấu giáp lá cà. Tuy nhiên, các cung thủ Cheshire của Percy vẫn chiếm ưu thế trước cung thủ Anh nhờ uy lực của cung dài. Sử gia Thomas Walsingham ghi nhận rằng: ''quân đội của vua Henry ngã xuống như lá rơi vào mùa Thu, gần như mỗi mũi tên bắn ra kết liễu một binh sĩ''. Theo sử ký Dieulacres Chronicle, cánh phải quân Anh do bá tước Stafford chỉ huy đã rút lui sau khi ông này tử trận. Hoàng tử Henry, người chỉ huy cánh trái của quân Anh đã bị trúng tên vào mặt khi đang giao chiến, gây ra một vết thương suýt gây tử vong cho hoàng tử. May mắn thay, Henry sau đó đã hồi phục nhờ vào tài chữa trị xuất sắc của ngự y John Bradmore. Bradmore sử dụng mật ong và cồn để làm thuốc tê, đồng thời gấp rút thiết kế và chế tạo một dụng cụ gắp đặc biệt nhằm đưa đầu mũi tên ra khỏi mặt của Henry. Tuy nhiên, vết thương đã để lại sẹo vĩnh viễn trên mặt của nhà vua tương lai, người sau này đưa nước Anh vươn mình trở thành một cường quốc hàng đầu châu Âu. Sau này, Bradmore đã tường thuật lại quá trình điều trị cho Henry trong quyển sách Latin do ông viết có tên Philomena.
Trở lại với chiến sự tại Shrewsbury, Hotspur quyết định dẫn quân xung kích vào vị trí của vua Henry IV, trong khi bá tước Douglas thuộc phe Percy chém chết hiệp sĩ Walter Blount của quân Anh. Tuy nhiên, Hotspur bị trúng tên vào mặt và chết trong cuộc đột kích. Tuy nhiên, các hiệp sĩ Northumberland của Percy lại cho rằng vua Henry IV đã bị Hotspur giết chết, nên họ đồng thanh hô lớn: "Henry Percy King!". Trên thực tế, vua Anh vẫn còn sống, mặc dù thông tin về cái chết của Percy đến với nhà vua khá chậm. Trận chiến kết thúc với chiến thắng của vua Henry IV (mặc dù nó có thể khép lại sớm hơn quân Anh nắm được tin tức sớm hơn). Tuy nhiên, thiệt hại của quân Anh là lớn hơn nhiều so với phe đối lập của Percy, thậm chí suýt cướp đi sinh mạng của vua Henry và người kế vị.

## Sau trận chiến

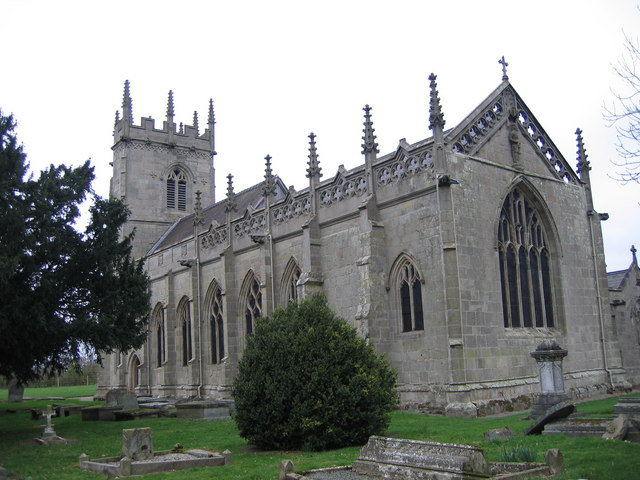
Nhà thờ Battlefield ở Shropchire, nơi chôn cất người tử trận tại Shrewsbury.

Henry Percy được chôn cất bên cạnh cháu ông là Thomas Nevill tại Whitchurch, Shropshire. Tuy nhiên, một số người cho rằng Henry thực chất vẫn còn sống, khiến cho vua Henry quyết định đào xác họ lên, xiên qua một gây gỗ dài và đặt giữa chợ thị trấn Shrewsbury như bằng chứng xác thực rằng Hotspur đã bị tiêu diệt bởi quân Anh, trước khi chặt xác ông ra làm 4 phần, chôn cất ở các nơi khác nhau: Chester, London, Bristol, Newcastle. Đầu của Hotspur được đưa đến York và được treo trên cửa bắc thành này, hướng về lãnh địa cũ của gia tộc Percy. Phải đến tháng 11, người vợ góa Elizabeth của ông mới được nhận xác chồng về chôn cất.
Bá tước Worcester bị chặt đầu, trong khi các hiệp sĩ Northumberland như Richard Venables, Richard Vernon và Henry Boynton bị treo cổ. Đầu của họ bị bêu công khai từ ngày 23 tháng 7, riêng đầu của Thomas Percy được tren ở cầu London.
Vua Henry còn cho xây dựng nhà thờ Battlefield tại trận địa Shrewbury sau khi giành chiến thắng. Ban đầu, vua Anh chỉ xây một nhà tưởng niệm để cầu nguyện và chôn cất tập thể cho quân lính tử trận của cả hai bên, và nhà nguyện này chỉ trở thành nhà thờ năm 1460. Đến năm 1862, một cuộc khai quật diễn ra tại sân của nhà thờ Battlefield, và các nhà khảo cổ đã bất ngờ trước một lượng lớn xương người được chôn cất một cách vội vã và tạm bợ.

## Nhận định
Trận chiến này diễn ra vì sự bội tín của vua Anh Henry IV cùng sự mâu thuẫn nội bộ giữa những người lật đổ ngai vàng của vua Richard II. Nhiều quý tộc theo phe đối lập của Percy không hề có kinh nghiệm trận mạc, nhưng vẫn bị cuốn vào cuộc chiến này.

## Trong văn hóa
Năm 2006, chương trình Two Men in a Trench của đài BBC cho rằng hầm xương người được tìm thấy tại nhà thờ Battlefield không phải là nghĩa trang của giáo dân, mà thực chất là nơi chôn cất quân sĩ thương vong trong trận Shrewsbury.